# Heteromesus granulatus
Heteromesus granulatus là một loài chân đều trong họ Ischnomesidae. Loài này được Richardson miêu tả khoa học năm 1908.